# Ali Haidar
Ali Haidar (nacido en 1962) es un político sirio que es el líder del Partido Social Nacionalista Sirio, y desde junio de 2011 es el ministro de Estado para Asuntos de Reconciliación Nacional.

## Primeros años
Ali Haidar nació en Hama-Masyaf en 1962. Estudió oftalmología en la Universidad de Damasco, y se especializó en cirugía y enfermedades de los ojos. Mientras estudiaba oftalmología era compañeros de clase con Bashar al-Ásad  Se graduó de la Universidad de Damasco en 1994.

## Carrera
En 2012, Haidar condujo a su partido a la coalición Frente Popular para el Cambio y la Liberación de partidos no baazistas en el parlamento sirio. Haidar es uno de los dos candidatos no baazistas elegidos para las elecciones parlamentarias de Siria de 2012 que recibieron puestos ministeriales, siendo el otro Jamil Qadri. Ali Haidar afirma que su objetivo es buscar una solución política plural a través de la reconciliación, involucrando a todos los partidos "moderados" que se reconocen mutuamente el derecho a participar en la sociedad y el gobierno, mientras excluyen a los "extremistas". [cita requerida] El 12 de febrero de 2013, Haidar declaró en una conferencia de prensa que el gobierno sirio puede mantener conversaciones con el jefe de la oposición siria, Moaz al Khatib. Estas conversaciones no tuvieron lugar. Haidar anunció en mayo de 2014 que su partido se retiraba del Frente Popular para el Cambio y la Liberación por discrepancias en las posiciones hacia las Elecciones presidenciales de Siria de 2014; su PSNS apoyó la reelección de Bashar al-Ásad.

## Vida personal
Haidar está casado y tiene dos hijos. Su hijo Ismail fue asesinado el 2 de mayo de 2012 junto con el miembro del PSNS Fadi Atawneh en el cruce al-Mahnaya en la carretera entre Homs y Masyaf cuando su automóvil fue emboscado por miembros de la oposición armada siria.